# Ovar, São João, Arada e São Vicente de Pereira Jusã
Ovar, São João, Arada e São Vicente de Pereira Jusã (oficialmente: União das Freguesias de Ovar, São João, Arada e São Vicente de Pereira Jusã) é uma freguesia portuguesa do município de Ovar, com 86,4 km² de área e 29 431 habitantes (censo de 2021). A sua densidade populacional é 340,6 hab./km².
Confronta a norte com as freguesias de Maceda, a este com as freguesias de Santa Maria da Feira, Travanca, Sanfins e Espargo e São Miguel de Souto e Mosteirô ambas do município de Santa Maria da Feira, bem como Cucujães e São Martinho da Gândara do município de Oliveira de Azeméis, confronta ainda, a sul com a freguesia de Válega, com a freguesia de Pardilhó do município de Estarreja e ainda as freguesias de Bunheiro e Torreira do município da Murtosa; já a oeste a freguesia confronta com o Oceano Atlântico.

## História
Foi constituída em 2013, no âmbito de uma reforma administrativa nacional, pela agregação das antigas freguesias de Ovar, São João de Ovar, Arada e São Vicente de Pereira Jusã e tem a sede em São João.
Em março de 2022, a administração da freguesia propôs a sua desagregação atual, regressando à administração local de cada uma das antigas quatro freguesias, ao abrigo da Lei n.º 39/2021 de 24 de junho, que revogou a união realizada em 2012. Esta proposta teve apoio multipartidário (Junta de Freguesia (PS) e Câmara Municipal (PSD)), obtendo o parecer favorável da Câmara Municipal, por unanimidade.

## Demografia
A população registada nos censos foi:
| Distribuição da População por Grupos Etários | Distribuição da População por Grupos Etários | Distribuição da População por Grupos Etários | Distribuição da População por Grupos Etários | Distribuição da População por Grupos Etários | Distribuição da População por Grupos Etários |
| -------------------------------------------- | -------------------------------------------- | -------------------------------------------- | -------------------------------------------- | -------------------------------------------- | -------------------------------------------- |
| Antes da agregação                           |                                              |                                              |                                              |                                              |                                              |
| Ano                                          | 0-14 anos                                    | 15-24 anos                                   | 25-64 anos                                   | >= 65 anos                                   | Total                                        |
| 2001                                         | 5283                                         | 4216                                         | 16321                                        | 3890                                         | 29710                                        |
| 2011                                         | 4552                                         | 3384                                         | 16910                                        | 4919                                         | 29765                                        |
| Após a agregação                             |                                              |                                              |                                              |                                              |                                              |
| Ano                                          | 0-14 anos                                    | 15-24 anos                                   | 25-64 anos                                   | >= 65 anos                                   | Total                                        |
| 2021                                         | 3610                                         | 3219                                         | 16083                                        | 6519                                         | 29431                                        |